# Discografia de Jefferson Airplane
A seguir está uma discografia abrangente do Jefferson Airplane, uma banda de rock americana formada em São Francisco em 1965.

## Álbum

### Álbuns de estúdio
| 1966                                                                                          | Jefferson Airplane Takes Off - Lançado: 15 de agosto de 1966 - Gravadora: RCA Victor (#LPM-3584) - Formato: LP, 8 faixas, CS, CD | 128 | —  | —  |                 |
| 1967                                                                                          | Surrealistic Pillow - Lançado: 1 de fevereiro de 1967 - Gravadora: RCA Victor (#LSP-3766) - Formato: LP, 8 faixas, CS, CD        | 3   | —  | —  | - RIAA: Platina |
| 1967                                                                                          | After Bathing at Baxter's - Lançado: Dezembro de 1967 - Gravadora: RCA Victor (#LOP-1511) - Formato: LP, 8 faixas, CS, CD        | 17  | —  | —  |                 |
| 1968                                                                                          | Crown of Creation - Lançado: Setembro de 1968 - Gravadora: RCA Victor (#LSP-4058) - Formato: LP, 8 faixas, CS, CD                | 6   | —  | —  | - RIAA: Ouro    |
| 1969                                                                                          | Volunteers - Lançado: Novembro de 1969 - Gravadora: RCA Victor (#LSP-4238) - Formato LP, 8 faixas, CS, CD                        | 13  | —  | 34 | - RIAA: Ouro    |
| 1971                                                                                          | Bark - Lançado: Setembro de 1971 - Gravadora: Grunt (#FTR-1001) - Formato LP, 8 faixas, CS, CD                                   | 11  | 39 | 42 | - RIAA: Ouro    |
| 1972                                                                                          | Long John Silver - Lançado: Junho de 1972 - Gravadora: Grunt (#FTR-1007) - Formato LP, 8 faixas, CS, CD                          | 20  | —  | 30 | - RIAA: Ouro    |
| 1989                                                                                          | Jefferson Airplane - Lançado: Setembro de 1989 - Gravadora: Epic (#EK 45271) - Formato CD, CS, LP                                | 85  | —  | —  |                 |
| "—" indica lançamentos que não entraram nas paradas ou não foram lançados naquele território. | |     |    |    |                 |

### Compilação e álbuns ao vivo
| 1969                                                                                          | Bless Its Pointed Little Head                                          | 17  | —  | 38 |                 |
| 1970                                                                                          | The Worst of Jefferson Airplane                                        | 12  | 28 | —  | - RIAA: Platina |
| 1973                                                                                          | Thirty Seconds Over Winterland                                         | 52  | —  | —  |                 |
| 1974                                                                                          | Early Flight                                                           | 110 | —  | —  |                 |
| 1977                                                                                          | Flight Log                                                             | 37  | —  | —  | - RIAA: Ouro    |
| 1987                                                                                          | 2400 Fulton Street                                                     | 138 | —  | —  |                 |
| 1992                                                                                          | Jefferson Airplane Loves You                                           | —   | —  | —  |                 |
| 1998                                                                                          | Live at the Fillmore East                                              | —   | —  | —  |                 |
| 1998                                                                                          | Jefferson Airplane • Jefferson Starship • Starship – Hits              | —   | —  | —  |                 |
| 2001                                                                                          | Ignition                                                               | —   | —  | —  |                 |
| 2007                                                                                          | Sweeping Up the Spotlight                                              | —   | —  | —  |                 |
| 2009                                                                                          | The Woodstock Experience                                               | —   | —  | —  |                 |
| 2010                                                                                          | Live at the Fillmore Auditorium 10/15/66: Late Show – Signe’s Farewell | —   | —  | —  |                 |
| 2010                                                                                          | Grace's Debut                                                          | —   | —  | —  |                 |
| 2010                                                                                          | We Have Ignition                                                       | —   | —  | —  |                 |
| 2010                                                                                          | Return to the Matrix                                                   | —   | —  | —  |                 |
| "—" indica lançamentos que não entraram nas paradas ou não foram lançados naquele território. |                                                                        |     |    |    |                 |

### Lançamentos autorizados no Reino Unido
- Live at the Monterey Festival (1991)
- At Golden Gate Park (2006)
- At The Family Dog Ballroom (2007)
- ultimo Flight (2007)

### Outras compilações e álbuns ao vivo
- The Best of Jefferson Airplane (1980)
- Time Machine (1984)
- White Rabbit & Other Hits (1990)
- The Best of Jefferson Airplane (1992)
- Feed Your Head: Live '67–'69 (1996)
- Journey: The Best of Jefferson Airplane (1996)
- Jefferson Airplane and Beyond (1997)
- Through the Looking Glass (1999)
- The Roar of Jefferson Airplane (2001)
- Platinum & Gold Collection (2003)
- Cleared for Take Off (2003)
- The Best of Jefferson Airplane: Somebody to Love (2004)
- Fly Jefferson Airplane (DVD) (2004)
- The Essential Jefferson Airplane (2005)
- Best of Jefferson Airplane (2005)
- High Flying Bird: Live at the Monterey Festival (2006)
- The Very Best of Jefferson Airplane (2007)
- Feels Like '67 Again (2007), HHO Multimedia Ltd. London—Concerts during 1967 at the Winterland
- Plastic Fantastic Airplane (ao vivo de vários shows) (2008), HHO Multimedia Ltd. London
- Setlist: The Very Best of Jefferson Airplane Live (2010)

## Singles
| Ano                                                                                           | Título                                 | Lado B                        | Posições no gráfico | Posições no gráfico | Posições no gráfico | Posições no gráfico | Posições no gráfico | Certificações      | Álbum                         |
| Ano                                                                                           | Título                                 | Lado B                        | US                  | US C/B              | US Rock             | US A/C              | UK                  | Certificações      | Álbum                         |
| --------------------------------------------------------------------------------------------- | -------------------------------------- | ----------------------------- | ------------------- | ------------------- | ------------------- | ------------------- | ------------------- | ------------------ | ----------------------------- |
| 1966                                                                                          | "It's No Secret"                       | "Runnin' 'Round This World"   | —                   | —                   | —                   | —                   | —                   |                    | Jefferson Airplane Takes Off  |
| 1966                                                                                          | "Come Up the Years"                    | "Blues from an Airplane"      | —                   | —                   | —                   | —                   | —                   |                    | Jefferson Airplane Takes Off  |
| 1966                                                                                          | "Bringing Me Down"                     | "Let Me In"                   | —                   | —                   | —                   | —                   | —                   |                    | Jefferson Airplane Takes Off  |
| 1966                                                                                          | "My Best Friend"                       | "How Do You Feel?"            | 103                 | 89                  | —                   | —                   | —                   |                    | Surrealistic Pillow           |
| 1967                                                                                          | "Somebody to Love"                     | "She Has Funny Cars"          | 5                   | 5                   | —                   | —                   | —                   | - RIAA: Ouro       | Surrealistic Pillow           |
| 1967                                                                                          | "White Rabbit"                         | "Plastic Fantastic Lover"     | 8                   | 6                   | —                   | —                   | —                   | - RIAA: 2× Platina | Surrealistic Pillow           |
| 1967                                                                                          | "The Ballad of You and Me and Pooneil" | "Two Heads"                   | 42                  | 24                  | —                   | —                   | —                   |                    | After Bathing at Baxter's     |
| 1967                                                                                          | "Watch Her Ride"                       | "Martha"                      | 61                  | 37                  | —                   | —                   | —                   |                    | After Bathing at Baxter's     |
| 1968                                                                                          | "Greasy Heart"                         | "Share a Little Joke"         | 98                  | 77                  | —                   | —                   | —                   |                    | Crown of Creation             |
| 1968                                                                                          | "Crown of Creation"                    | "Lather"                      | 64                  | —                   | —                   | —                   | —                   |                    | Crown of Creation             |
| 1969                                                                                          | "Plastic Fantastic Lover"              | "The Other Side of This Life" | —                   | —                   | —                   | —                   | —                   |                    | Bless Its Pointed Little Head |
| 1969                                                                                          | "Volunteers"                           | "We Can Be Together"          | 65                  | 60                  | —                   | —                   | —                   |                    | Volunteers                    |
| 1970                                                                                          | "Mexico"                               | "Have You Seen the Saucers?"  | —                   | —                   | —                   | —                   | —                   |                    | Early Flight                  |
| 1971                                                                                          | "Pretty as You Feel"                   | "Wild Turkey"                 | 60                  | 35                  | —                   | —                   | —                   |                    | Bark                          |
| 1972                                                                                          | "Long John Silver"                     | "Milk Train"                  | —                   | —                   | —                   | —                   | —                   |                    | Long John Silver              |
| 1972                                                                                          | "Twilight Double Leader"               | "Trial by Fire"               | —                   | —                   | —                   | —                   | —                   |                    | Long John Silver              |
| 1989                                                                                          | "Summer of Love"                       | —                             | —                   | —                   | —                   | 15                  | —                   |                    | Jefferson Airplane            |
| 1989                                                                                          | "Planes"                               | —                             | —                   | —                   | 24                  | —                   | —                   |                    | Jefferson Airplane            |
| 1989                                                                                          | "True Love"                            | —                             | —                   | —                   | —                   | —                   | —                   |                    | Jefferson Airplane            |
| "—" indica lançamentos que não entraram nas paradas ou não foram lançados naquele território. |                                        |                               |                     |                     |                     |                     |                     |                    |                               |